# Pectis
Pectis är ett släkte av korgblommiga växter. Pectis ingår i familjen korgblommiga växter.

## Bildgalleri

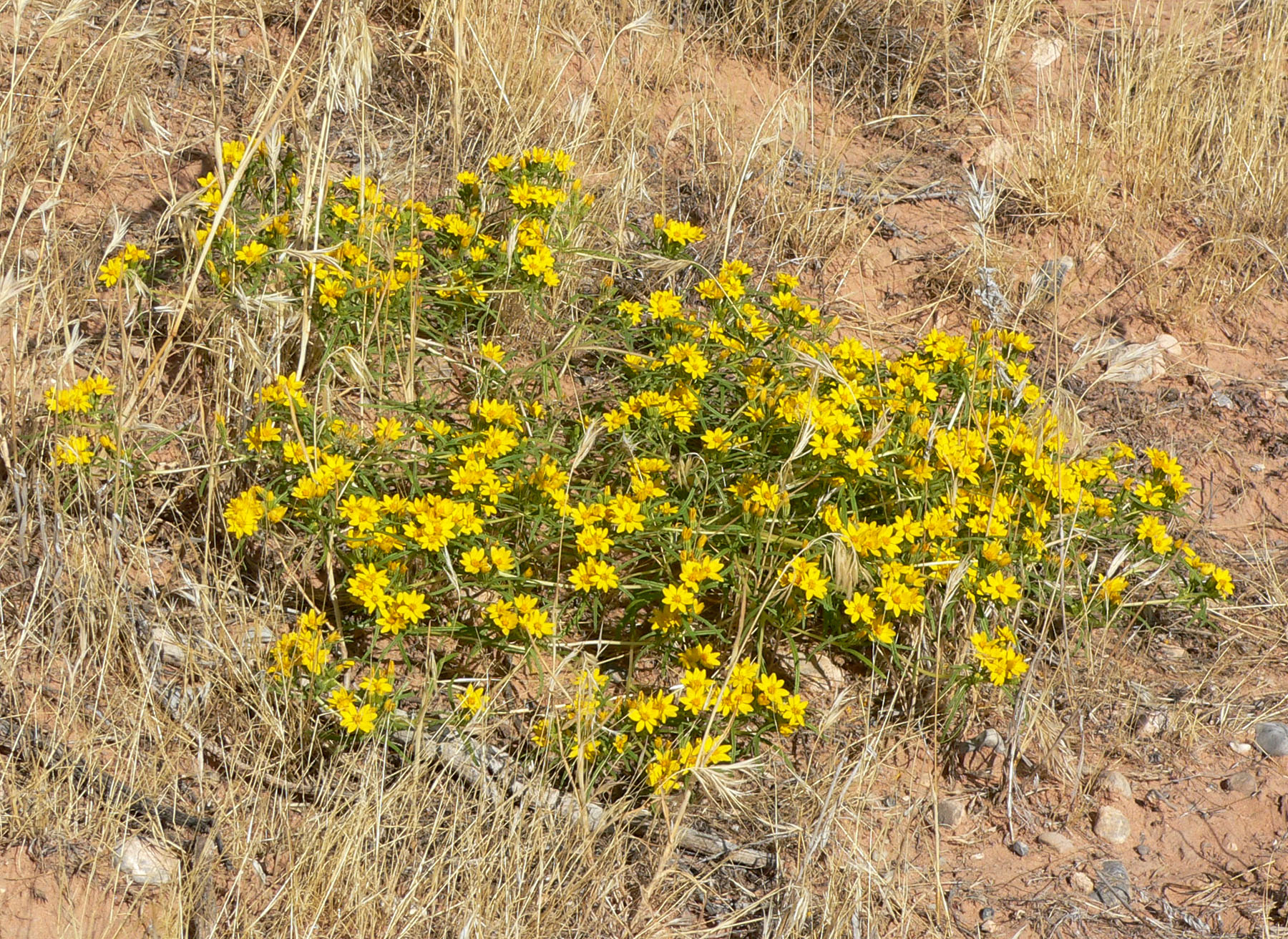
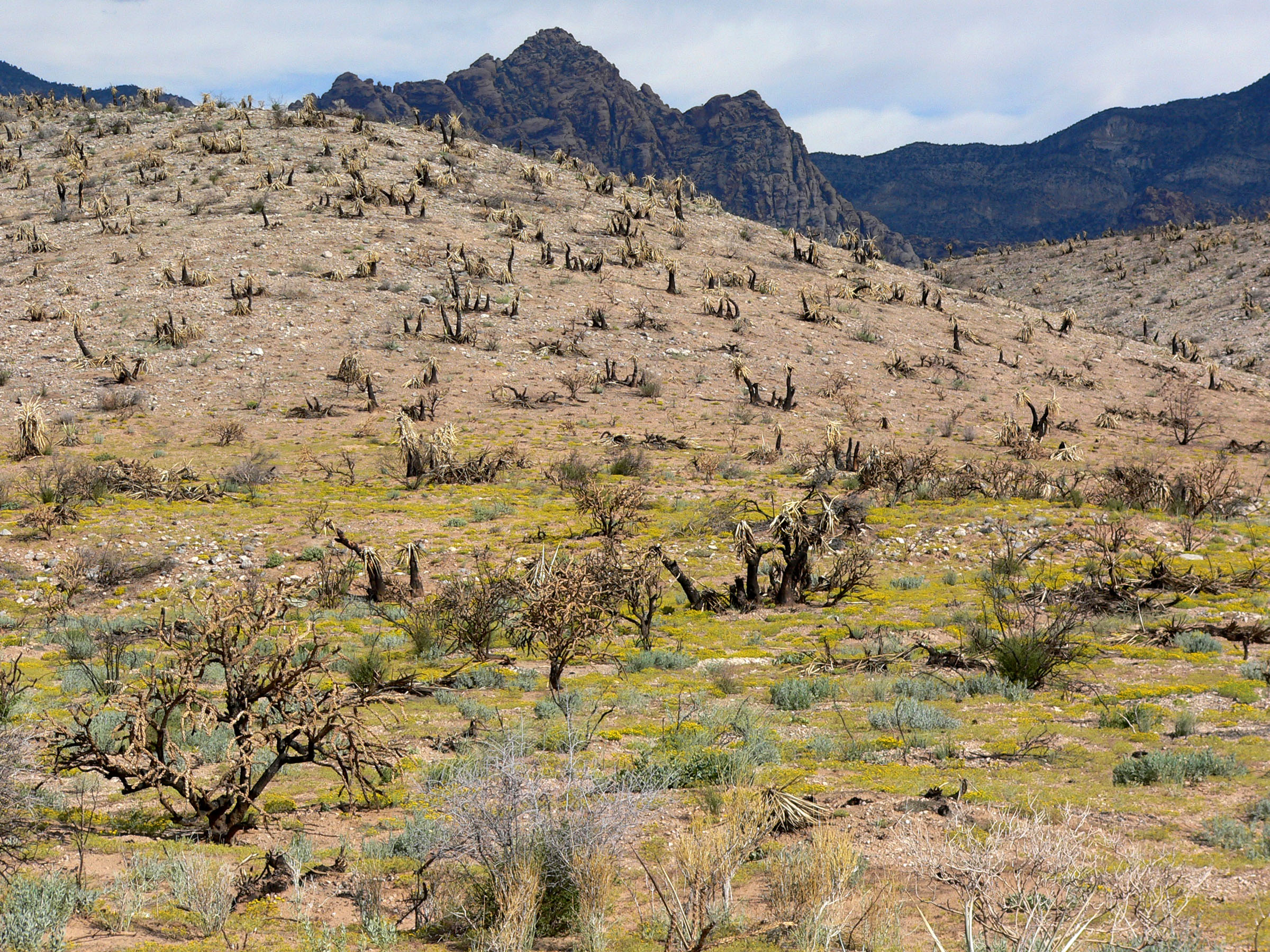
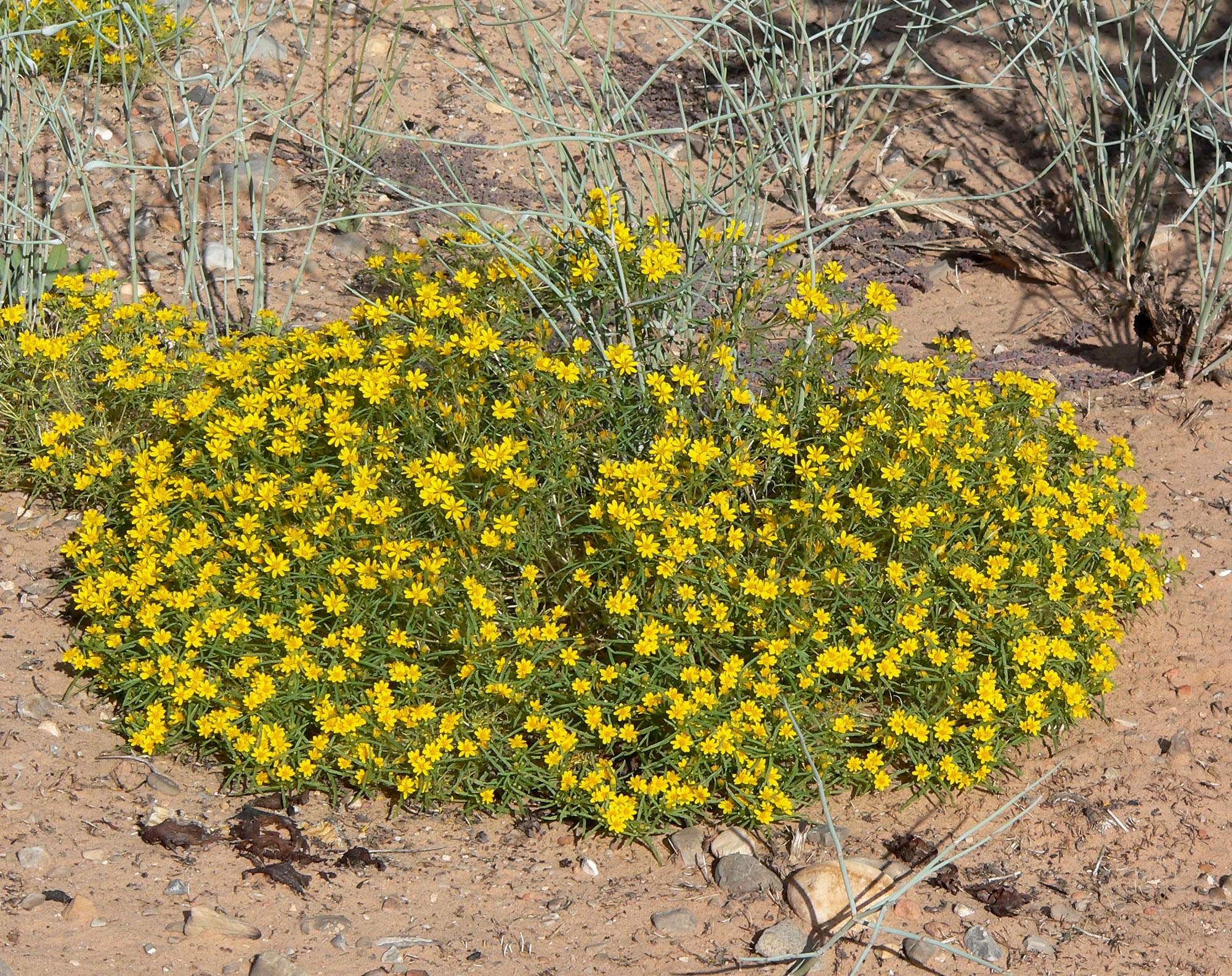
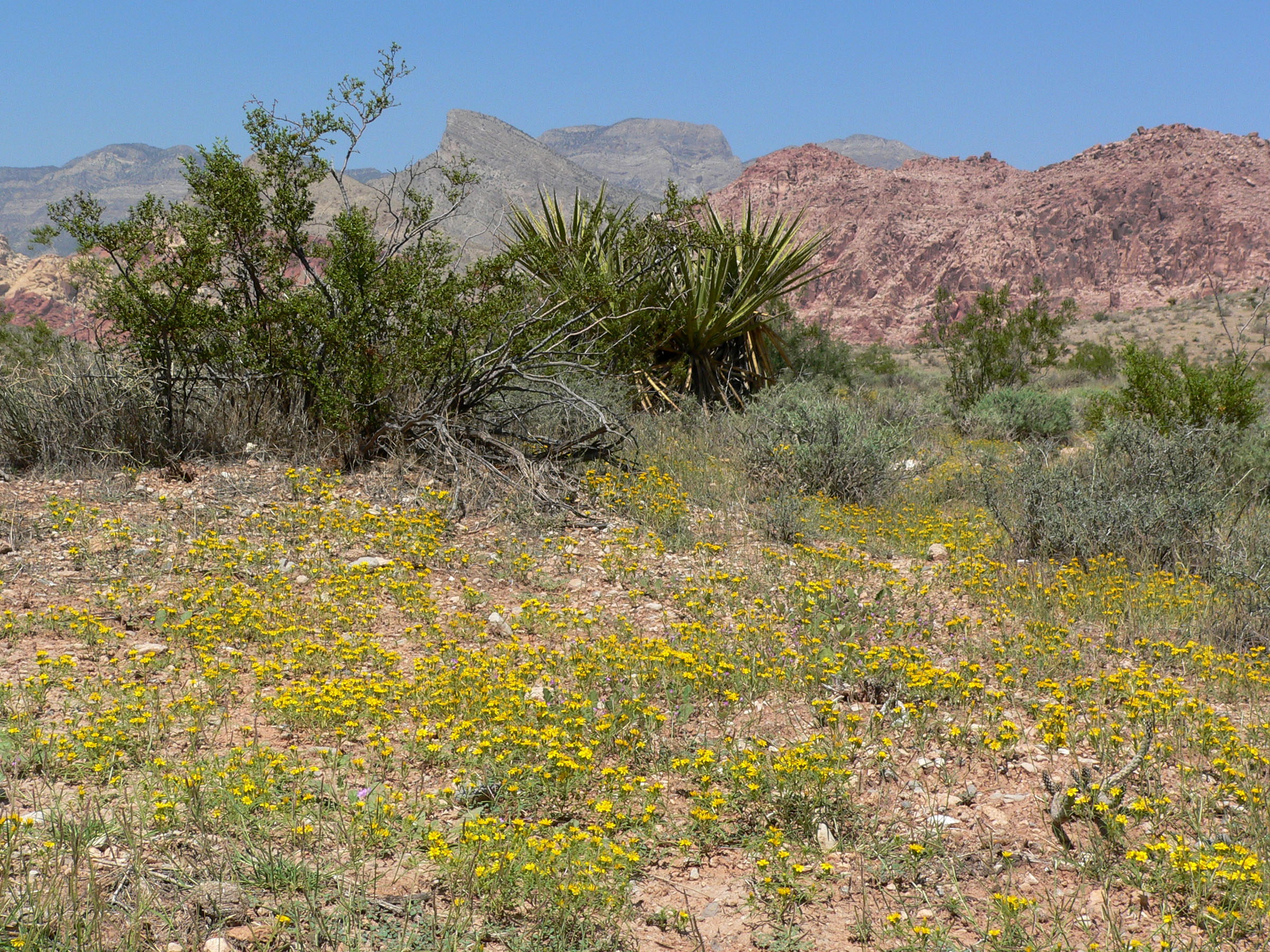
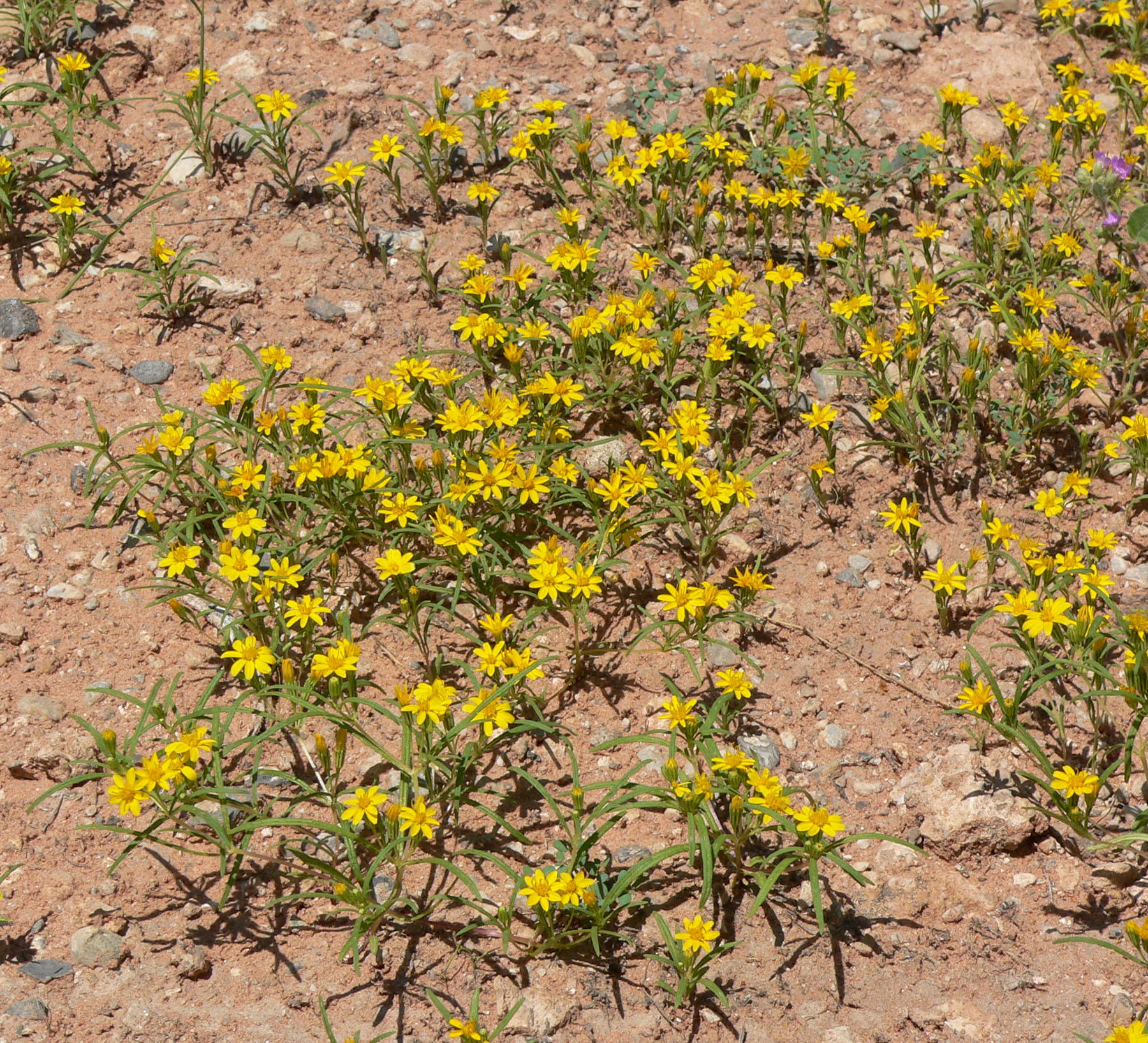
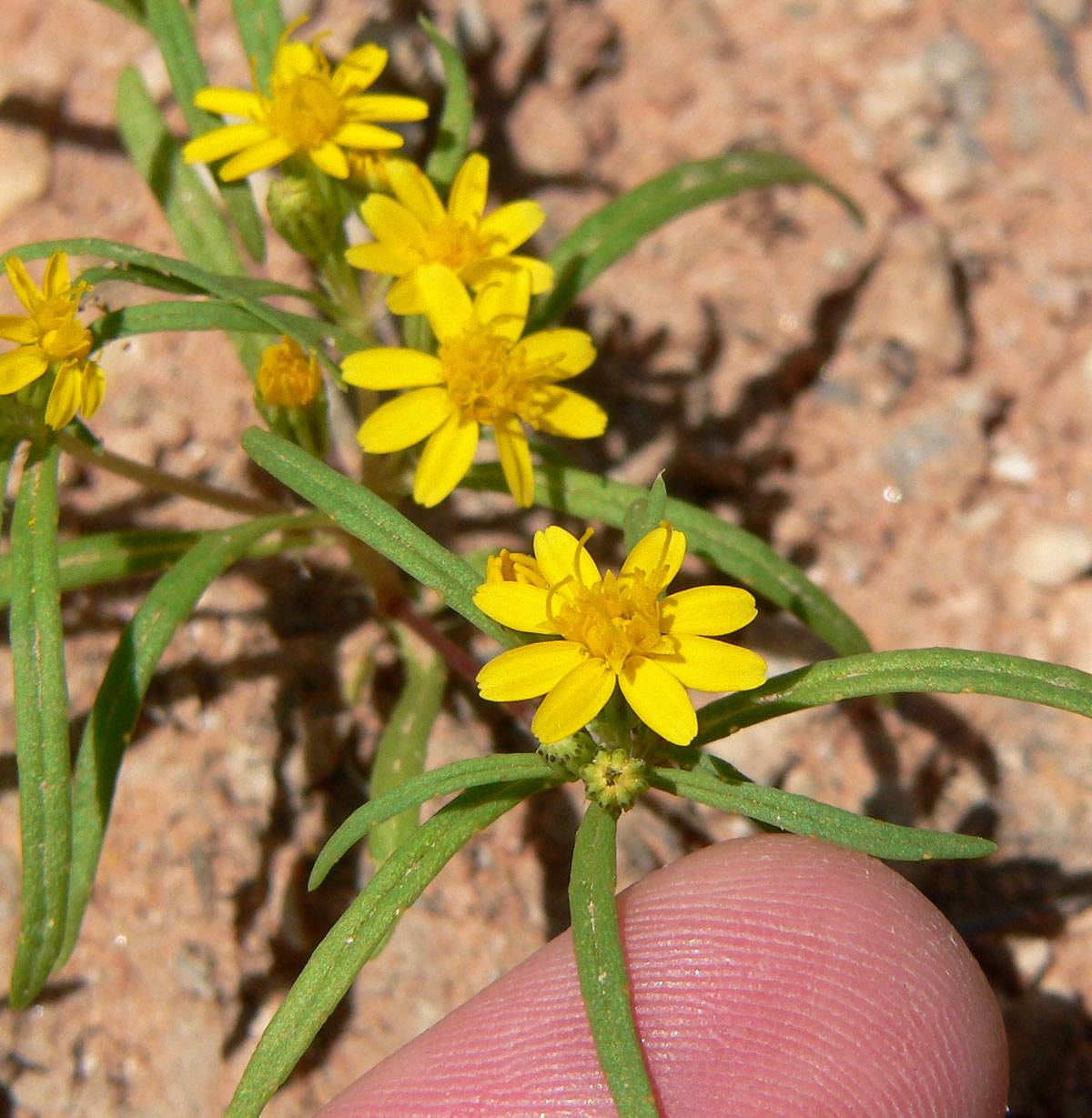

## Dottertaxa tillPectis, i alfabetisk ordning[1]
- Pectis amplifolia
- Pectis angustifolia
- Pectis barberi
- Pectis berlandieri
- Pectis bonplandiana
- Pectis brachycephala
- Pectis brevipedunculata
- Pectis burchellii
- Pectis canescens
- Pectis capillipes
- Pectis caymanensis
- Pectis christii
- Pectis ciliaris
- Pectis congesta
- Pectis coulteri
- Pectis cubensis
- Pectis cylindrica
- Pectis decemcarinata
- Pectis decumbens
- Pectis depressa
- Pectis diffusa
- Pectis domingensis
- Pectis elongata
- Pectis ericifolia
- Pectis exilis
- Pectis exserta
- Pectis febrifuga
- Pectis filipes
- Pectis gardneri
- Pectis glaucescens
- Pectis gracilis
- Pectis graveolens
- Pectis guaranitica
- Pectis haenkeana
- Pectis havanensis
- Pectis holochaeta
- Pectis humifusa
- Pectis imberbis
- Pectis incisifolia
- Pectis juniperina
- Pectis latisquama
- Pectis leavenworthii
- Pectis leonis
- Pectis liebmannii
- Pectis linearis
- Pectis linifolia
- Pectis longipes
- Pectis luckoviae
- Pectis masonii
- Pectis monocephala
- Pectis multiflosculosa
- Pectis multiseta
- Pectis odorata
- Pectis oligocephala
- Pectis papposa
- Pectis pimana
- Pectis pinosia
- Pectis pringlei
- Pectis propetes
- Pectis prostrata
- Pectis pumila
- Pectis purpurea
- Pectis pygmaea
- Pectis repens
- Pectis rigida
- Pectis ritlandii
- Pectis rusbyi
- Pectis samanensis
- Pectis saturejoides
- Pectis schaffneri
- Pectis serpyllifolia
- Pectis sessiliflora
- Pectis sinaloensis
- Pectis stella
- Pectis stenophylla
- Pectis subsquarrosa
- Pectis substriata
- Pectis swartziana
- Pectis tenuicaulis
- Pectis tenuifolia
- Pectis uniaristata
- Pectis vandevenderi
- Pectis venezuelensis
- Pectis vollmeri